# Stof til eftertanke
Stof til eftertanke er en dansk kortfilm fra 1958, skrevet og instrueret af Jens Henriksen.

## Medvirkende
- Mimi Heinrich
- Preben Kaas
- Svend Johansen
- Thecla Boesen
- Kirsten Jessen
- Per Buckhøj (stemme)